# Veribubo angusteoculata
Veribubo angusteoculata är en tvåvingeart som först beskrevs av Becker 1902.  Veribubo angusteoculata ingår i släktet Veribubo och familjen svävflugor. Inga underarter finns listade i Catalogue of Life.